# Заболоття (станція)
Заболоття — прикордонна проміжна залізнична станція Рівненської дирекції Львівської залізниці між роз'їздом Вижва (25 км) та білоруською прикордонною станцією Хотислав (10 км). Розташована в однойменному селищі Ковельського району Волинської області.

## Історія
Станцію відкрито 1873 року під час будівництва Києво-Берестейської залізниці на ділянці Ковель — Берестя.
З 1991 року є прикордонною на державному кордоні України з Білоруссю (за 8 км від кордону). На станції діє пункт прикордонного та митного контролю «Заболоття».

## Пасажирське сполучення
Наразі приміське сполучення для дизель-поїздів, що курсували з Ковеля припинено на невизначений термін. З початку повномасштабного російського вторгнення в Україну (з 2022) рух приміських поїздів з Ковеля обмежено до роз'їзду Вижва.
До березня 2020 року курсували дві пари дизель-поїздів з Берестя (Білорусь) та дві пари дизель-поїздів з Ковеля до білоруської станції Хотислав (зі здійсненням прикордонного та митного контролю), які були скасовані через розповсюдження захорювань на COVID-19.